# جی برنان
جی برنان (انگلیسی: Jay Brannan؛ زادهٔ ۲۹ مارس ۱۹۸۲) موسیقی‌دان اهل ایالات متحده آمریکا است. وی از سال ۲۰۰۶ میلادی تاکنون مشغول فعالیت بوده‌است.